# Aldisa
Aldisa Bergh, 1878 è un genere di molluschi nudibranchi appartenente alla famiglia Cadlinidae.

## Tassonomia
Il genere comprende le seguenti specie:
- Aldisa alabastrina (Cooper, 1863)
- Aldisa albatrossae Elwood, Valdés & Gosliner, 2000
- Aldisa albomarginata Millen in Millen & Gosliner, 1985
- Aldisa andersoni Gosliner & Behrens, 2004
- Aldisa banyulensis Pruvot-Fol, 1951
- Aldisa barlettai Ortea & Ballesteros, 1989
- Aldisa benguelae Gosliner in Millen & Gosliner, 1985
- Aldisa binotata Pruvot-Fol, 1953
- Aldisa cooperi Robilliard & Baba, 1972
- Aldisa erwinkoehleri Perrone, 2001
- Aldisa expleta Ortea, Pérez & Llera, 1982
- Aldisa fragaria Tibiriçá, Pola & Cervera, 2017
- Aldisa pikokai Bertsch & Johnson, 1982
- Aldisa puntallanensis Moro & Ortea, 2011
- Aldisa sanguinea (J. G. Cooper, 1863)
- Aldisa smaragdina Ortea, Pérez & Llera, 1982
- Aldisa tara Millen in Millen & Gosliner, 1985
- Aldisa trimaculata Gosliner in Millen & Gosliner, 1985
- Aldisa williamsi Elwood, Valdés & Gosliner, 2000
- Aldisa zavorensis Tibiriçá, Pola & Cervera, 2017
- Aldisa zetlandica (Alder & Hancock, 1854) - specie tipo

Precedentemente era considerato come unico genere della famiglia Aldisidae Odhner, 1939.